# Tanguy – Der Nesthocker
Tanguy – Der Nesthocker ist ein Spielfilm des französischen Filmregisseurs Étienne Chatiliez aus dem Jahr 2001. Die Komödie erzählt die Geschichte eines achtundzwanzigjährigen Mannes, der nicht von zuhause ausziehen will. Die Idee zu dem Film stammte von der Regisseurin Yolande Zauberman und wurde von Les Productions du Champ Poirier, TF1 Films Productions, TPS Cinéma und der Téléma produziert.

## Handlung
„Du bist so süß! Wenn du willst, kannst du dein ganzes Leben bei uns bleiben.“ Dies versprechen die frisch gebackenen Eltern Edith und Paul Guetz ihrem Sohn, nicht ahnend, dass dieser das Angebot wahrnimmt und achtundzwanzig Jahre später immer noch da ist. Die mittlerweile von ihrem Sohn genervte Mutter geht bereits in psychotherapeutische Behandlung und bekommt jedes Mal Schluckauf-Attacken, wenn man sie darauf anspricht, wann ihr Sohn endlich ausziehe.
Edith und ihr Ehemann Paul verlieren schließlich die Geduld und versuchen den Dauerstudenten mit abstrusen Methoden aus der gemeinsamen Wohnung zu ekeln. Tanguy (wegen seines Sinologiestudiums von der Großmutter Odile als „der Pekinese“ bezeichnet) reagiert jedoch auf die Stromausfälle, verschimmelnden Fischabfälle hinter dem Regal oder beim Waschen eingegangenen Hemden mit asiatischer Gelassenheit und hat immer einen konfuzianischen Spruch parat. 
Als sich Tanguy schließlich doch dazu bereit erklärt auszuziehen, erleidet der junge Mann am ersten Abend in den eigenen vier Wänden einen Nervenzusammenbruch, dem kurze Zeit später ein weiterer folgt. Tanguy kehrt wieder zurück zu seinen Eltern. 
Doch kurze Zeit darauf haben die Eltern genug von Tanguy und schmeißen ihn aus der Wohnung.
Nachdem der Nesthocker so weit geht, auch noch vor Gericht ein Bleiberecht nach Artikel 203 des Code civil zu erzwingen, gerät er, ohne es zu ahnen, in einen psychischen Kleinkrieg mit seinen verzweifelten Eltern. Während Edith aber mittlerweile resigniert die Anwesenheit ihres Sohnes erträgt, reagiert Paul mit Wutausbrüchen und versucht sogar zwei Schläger anzuheuern, die seinen Sohn endgültig aus dem Haus vertreiben sollen. 
Den erneuten Spannungen entzieht Tanguy sich wenig später, indem er heimlich nach China übersiedelt. Erst Monate später setzt er seine Eltern über seinen Aufenthaltsort in Kenntnis. 
Bei diesen ist – Ironie des Films – inzwischen unter Hinweis darauf, die von ihrem Enkel reklamierte rechtliche Vorschrift gelte auch für sie, die zuhause verunglückte Großmutter Odile eingezogen. 
Tanguy lebt mit seiner schwangeren chinesischen Freundin Mei Lin im Haushalt von deren Eltern in Peking. Während Mutter, Vater und Großmutter die chinesische Hauptstadt erkunden, wundern sich alle über die noch andauernde Schwangerschaft von Mei Lin. Der Geburtstermin ist schon längst überfällig, und so wie auch Tanguy nicht das Elternhaus verlassen wollte, so scheint auch sein Kind länger als nötig im Bauch der Mutter verbleiben zu wollen.

## Kritiken
- „Stehen und fallen tut Chatiliez' Film mit seinen perfekten Darstellern: Hélène Duc stellt als abgeklärte Großmutter die „Affenliebe“ ihre Sohns Paul nachhaltig in Frage, während Eric Berger als Tanguy seinen Part mit einer dermaßen enervierenden Selbstgefälligkeit spielt, dass man sich nur noch die Haare raufen möchte. Den Vogel schießen freilich Sabine Azéma und André Dussolier ab [...]: Mit sichtlicher Freude spielen sie die Parts der diabolischen Eltern, die sich zunächst für ihre Gehässigkeit und die seelischen Abgründen schämen, dann aber mehr und mehr Spaß am Ersinnen immer neuer Bosheiten gewinnen.“ (film-dienst[1])

## Auszeichnungen
Étienne Chatiliez' Komödie war 2002 bei der Verleihung des Césars, des wichtigsten französischen Filmpreises, in zwei Kategorien nominiert. André Dussollier (nominiert als bester Hauptdarsteller) musste sich als gestresster Vater Michel Bouquet geschlagen geben, während Titelheld Eric Berger in der Kategorie bester Nachwuchsdarsteller Robinson Stévenin (Mauvais genres) unterlag.